# 蒙塞利切
蒙塞利切（義大利語：Monselice），是意大利威尼托大区帕多瓦省的一个市镇。总面积50.53平方公里，人口17603人，人口密度348.4人/平方公里（2009年）。国家统计（ISTAT）代码为028055。